# Jacek Niedźwiedzki (badmintonista)
Jacek Niedźwiedzki (ur. 13 czerwca 1975 w Suwałkach) – polski badmintonista, trener badmintona, samorządowiec i polityk, poseł na Sejm X kadencji.

## Życiorys
Wielokrotny uczestnik i trzynastokrotny medalista mistrzostw Polski w badmintonie. W grze pojedynczej wywalczył dziesięć medali (5 złotych, 3 srebrne, 2 brązowe). Zdobył też 2 brązowe medal w grze podwójnej oraz 1 brązowy medal w mikście. W trakcie kariery reprezentował klub SKB Suwałki. Do 2004 występował w zawodach międzynarodowych. Zwyciężył w grze pojedynczej na międzynarodowych mistrzostwach Litwy (1999), zdobył też srebrny medal akademickich mistrzostw świata (2000).
Ukończył studia na Akademii Podlaskiej w Siedlcach. Był trenerem macierzystego klubu (2004–2013). Od 2008 pracował w ośrodku narciarskim Szelment. Od 2015 prowadził czeską reprezentację seniorów w badmintonie. Pracował też z juniorską kadrą Polski.
W wyborach samorządowych w 1998 bezskutecznie ubiegał się o mandat radnego sejmiku podlaskiego z listy Unii Wolności. Zaangażował się później w działalność polityczną w ramach Platformy Obywatelskiej, powołany na wiceprzewodniczącego PO w województwie podlaskim. Został asystentem eurodeputowanego Tomasza Frankowskiego, prowadził jego biuro poselskie w Suwałkach. W 2018 został wybrany na radnego Suwałk z ramienia Koalicji Obywatelskiej, objął funkcję wiceprzewodniczącego rady miejskiej.
W wyborach parlamentarnych w 2023 kandydował do Sejmu z 5. miejsca listy KO w okręgu podlaskim. Uzyskał mandat posła X kadencji, otrzymując 9063 głosy. Został przewodniczącym Polsko-Litewskiej Grupy Parlamentarnej.

## Medale mistrzostw Polski
| Rok  | Miejscowość | Zawody             | Konkurencja    | Wynik | Partner            |
| ---- | ----------- | ------------------ | -------------- | ----- | ------------------ |
| 1994 | Mielno      | Mistrzostwa Polski | gra pojedyncza |       |                    |
| 1995 | Rzeszów     | Mistrzostwa Polski | gra pojedyncza |       |                    |
| 1996 | Suwałki     | Mistrzostwa Polski | gra pojedyncza |       |                    |
| 1996 | Suwałki     | Mistrzostwa Polski | mikst          |       | Joanna Szleszyńska |
| 1997 | Głubczyce   | Mistrzostwa Polski | gra pojedyncza |       |                    |
| 1998 | Kraków      | Mistrzostwa Polski | gra pojedyncza |       |                    |
| 2000 | Częstochowa | Mistrzostwa Polski | gra pojedyncza |       |                    |
| 2000 | Częstochowa | Mistrzostwa Polski | gra podwójna   |       | Damian Pławecki    |
| 2001 | Suwałki     | Mistrzostwa Polski | gra pojedyncza |       |                    |
| 2002 | Głubczyce   | Mistrzostwa Polski | gra pojedyncza |       |                    |
| 2003 | Słupsk      | Mistrzostwa Polski | gra pojedyncza |       |                    |
| 2003 | Słupsk      | Mistrzostwa Polski | gra podwójna   |       | Kamil Turonek      |
| 2004 | Słupsk      | Mistrzostwa Polski | gra pojedyncza |       |                    |